# Jon Bellion
Jonathan "Jon" David Bellion, född 26 december 1990 i Lake Grove, Long Island, New York, är en amerikansk sångare, rappare, låtskrivare och musikproducent. Bellion har gett ut diverse mixtapes; bland annat The Definition som släpptes den 23 september 2014 som gratis nedladdning på hans hemsida. Han är för närvarande (2016) signad till Visionary Music Group och Capitol Records. Jon Bellion släppte sitt debutalbum The Human Condition den 10 juni 2016.

## Diskografi

### Studioalbum
- 2016 – The Human Condition
- 2018 – Glory Sound Prep

### Mixtapes
- 2010 – Looking for a Place to Land
- 2011 – Scattered Thoughts Vol. 1
- 2013 – Translations Through Speakers
- 2013 – The Separation
- 2014 – The Definition

### Singlar
Singlar på Billboard Hot 100
- 2016 – "All Time Low" (#16)